# Arron Reed
Pour les articles homonymes, voir Reed.
Pas d'image ? Cliquez ici

a Compétitions nationales et continentales officielles uniquement.

b Matchs officiels uniquement.
Dernière mise à jour le 27 juillet 2025.
Arron Reed, né le 10 juillet 1999 à Chester (Angleterre), est un joueur international écossais de rugby à XV évoluant principalement au poste d'ailier aux Sale Sharks.

## Biographie

### Jeunesse et formation
Aaron Reed naît le 10 juillet 1999 à Chester en Angleterre, d'un père écossais. Il grandit à Wigan.
Durant sa jeunesse, il joue tout d'abord au football puis il commence la pratique du rugby à XV, après avoir vu son père jouer à ce sport, au Tarleton RUFC dès l'âge de neuf ans. Par la suite, il joue au Wigan RUFC, au Sefton RUFC ainsi qu'au Preston Grasshoppers RFC. À l'âge de 15 ans, il rejoint l'Academy (centre de formation) des Sale Sharks et à partir de ses 16 ans il rejoint la Kirkham Grammar School, en provenance de la Standish Community High School, où il pratique également le rugby et réussit son A-level,.
Au niveau international, il représente l'équipe d'Angleterre des moins de 18 ans en 2017 et joue son premier match contre l'Écosse.
Il joue tout d'abord au poste de demi d'ouverture avant d'être repositionné en tant qu'ailier en raison de ses qualités de vitesse.

### Carrière professionnelle
En juillet 2017, il signe son premier contrat professionnel senior avec les Sale Sharks, d'une durée de cinq ans. À partir du mois de septembre suivant, il évolue en prêt avec le Sale FC (en) en National League 2 (quatrième division) avant d'être rappelé, grâce à ses bonnes performances en prêt, par les Sale Sharks durant l'automne pour faire ses débuts professionnels en Coupe anglo-galloise,,.
Lors de l'année 2019, il est convoqué par l'équipe d'Angleterre des moins de 20 ans et dispute le Tournoi des Six Nations ainsi que le Championnat du monde junior. Pendant cette saison 2018-2019, il dispute dix-huit rencontres, dont dix en tant que titulaire, et inscrit un essai avec les Sale Sharks.
En 2022, après ses bonnes performances en club et en vertu de ses origines écossaises, le sélectionneur de l'équipe d'Écosse, Gregor Townsend, lui indique qu'il suit ses performances pour une possible convocation.
Durant la saison 2022-2023, son club réalise une bonne saison et se qualifie en demi-finale de Premiership. Lors de cette rencontre, il se montre décisif en inscrivant un essai et les siens se qualifient pour la finale. Cependant, il perd la finale de Premiership en étant défait 35 à 25 par les Saracens dans un match où il est titulaire.
En janvier 2024, ayant choisi de représenter l'Écosse, il est retenu pour la première fois avec le XV du Chardon pour le Tournoi des Six Nations,. Toutefois il ne dispute aucune rencontre durant la compétition. À nouveau sélectionné, dans le cadre de la tournée estivale 2024, il connaît finalement ses premières capes internationales contre le Canada, où il inscrit un doublé, et le Chili.
Rappelé pour les test matchs d'automne 2024, il joue son premier match au Murrayfield Stadium d'Édimbourg contre le Portugal où il inscrit deux nouveaux essais. Il ne joue pas d'autres matchs avec le XV du Chardon à cause de la concurrence à son poste avec les présences de Darcy Graham, Duhan van der Merwe, Kyle Steyn ou encore Kyle Rowe, mais il prend part à une rencontre avec l'Écosse A (équipe réserve) contre le Chili en tant qu'arrière. En janvier 2025, il est rappelé avec la sélection écossaise pour le Tournoi des Six Nations, en remplacement de Dylan Richardson blessé. Deux jours plus tard, il signe une prolongation de trois ans avec les Sale Sharks.
Lors de l'été 2025, il est à nouveau retenu avec le XV du Chardon. Pour le premier match des Écossais, il inscrit un essai contre les Māori de Nouvelle-Zélande lors d'une victoire 29 à 26 des siens. Deux semaines plus tard, l'Écosse bat les Samoa 41 à 12 et il inscrit un nouvel essai pour le dernier match de la tournée.

## Statistiques internationales

### En équipe d'Angleterre des moins de 20 ans
Arron Reed dispute quatre matchs, dont trois en tant que titulaire, avec l'équipe d'Angleterre des moins de 20 ans en 2019 dans le cadre du Tournoi des Six Nations et du Championnat du monde junior. Il inscrit un essai.

### En équipe d'Écosse
Arron Reed compte quatre sélections, dont quatre en tant que titulaire, depuis sa première sélection le 6 juillet 2024 face au Canada. Il inscrit cinq essais, soit vingt-cinq points.

## Palmarès
- Finaliste du Championnat d'Angleterre en 2023 avec les Sale Sharks.